# Райский, Соломон Менделевич
Соломон Менделевич Райский (23 сентября 1905, Новозыбков — 4 марта 1979, Москва) — советский физик, учёный-спектроскопист. Доктор технических наук.
Внёс весомый вклад в развитие спектрального анализа в СССР, разработку спектральных методик и внедрение спектрального анализа в практику лабораторий заводов тяжёлой промышленности и других предприятий.

## Биография
Окончил физический факультет МГУ (1932). Ассистент, доцент кафедры общей физики МГУ, научный сотрудник оптической лаборатории Г. С. Ландсберга. Основная область научных интересов — экспериментальные исследования в области физической оптики, молекулярной физики и спектрального анализа. Разработал методику спектрально-аналитического количественного определения кремния в ковком чугуне при плавке и создал прибор для спектрального определения кремния и хрома в чугуне, а также меди, титана, алюминия, хрома и вольфрама в сталях.
Соч.: Таблицы спектральных линий. М.-Л., 1952 (соавт.).